# Engelbert Neuhäusler
Engelbert Neuhäusler (* 18. August 1913 in München; † 23. August 2011 in München) war ein deutscher römisch-katholischer Priester und Neutestamentler.

## Leben
Nach dem Abitur auf dem Wittelsbacher-Gymnasium München studierte Neuhäusler katholische Theologie in Freising und München; neben der Theologie beschäftigte er sich auch mit altsemitische Sprachen, Kunstgeschichte und Germanistik. Weil er den Wunsch hatte, als Missionar nach Japan zu gehen, studierte er auch Japanologie. 
1937 wurde er von Kardinal Michael Faulhaber zum Priester geweiht. Nach der Priesterweihe war er als Kaplan zunächst in Bad Reichenhall, von 1938 bis 1947 an St. Maria in München-Thalkirchen und von 1947 bis 1950 an St. Martin in München-Moosach tätig. 1950 wurde er Subregens am Georgianum in München und war Landessekretär des Ludwigs-Missionsvereins. 1955 wurde er mit einer Untersuchung über die Lehre von den Weissagungen innerhalb der synoptischen Jesusverkündigung zum Dr. theol. promoviert. Anschließend wurde er Professor an der Philosophisch-Theologischen Hochschule Dillingen. Zusammen mit Elisabeth Gössmann gab er 1966 den Sammelband Was ist Theologie? heraus, für den die beiden u. a. Heinz Robert Schlette, Josef Scharbert (Altes Testament), Georg Denzler (Kirchengeschichte), Leo Scheffczyk (Dogmatik), Johannes Gründel (Moraltheologie), Georg May (Kirchenrecht), Karl Rahner (Pastoraltheologie), Elmar Bartsch (Liturgiewissenschaft), Otto Betz (Katechetik), Josef Glazik (Missionswissenschaft) und Johannes Bours als Autoren gewinnen konnten. Von 1970 bis zu seiner Emeritierung 1981 lehrte er als Professor für Neutestamentliche Exegese an der neugegründeten Katholisch-Theologischen Fakultät der Universität Augsburg. Er war einer der 39 Übersetzer des Neuen Testaments für die Einheitsübersetzung. 
Zahlreiche Reisen führten ihn ins Heilige Land, etwa 20 mal reiste er nach Japan. Im Ruhestand war er geistlicher Begleiter der benediktinischen Laiengemeinschaft Venio in München-Nymphenburg. Engelbert Neuhäusler wurde auf dem Waldfriedhof München beerdigt.

## Veröffentlichungen
- Der heilige Weg. Biblische Betrachtungen über den Passionsbericht der Evangelien. Patmos-Verlag, Düsseldorf 1959.
- Anspruch und Antwort Gottes. Zur Lehre von den Weisagungen innerhalb der synoptischen Jesusverkündigung. Patmos-Verlag, Düsseldorf 1962.
- Der Bischof als geistlicher Vater. Kösel, München 1964.
- Sehen und Glauben. Biblische Betrachtungen. Patmos-Verlag, Düsseldorf 1968.

## Ehrungen
- Eschatologie. Bibeltheologische und philosophische Studien zum Verhältnis von Erlösungswelt und Wirklichkeitsbewältigung. Festschrift für Engelbert Neuhäusler zur Emeritierung gewidmet von Kollegen, Freunden und Schülern. St. Ottilien 1981.